# Reichsstraße 381
Die Reichsstraße 381 (R 381) war bis 1945 eine Staatsstraße des Deutschen Reichs. Sie verlief auf im Herbst 1939 von Polen annektiertem Gebiet, rund fünf Kilometer westlich von Świecie (deutsch: Schwetz an der Weichsel) beginnend,  auf der Strecke der später durch die Autostrada A1 ersetzten Droga krajowa 1, die die Weichsel überquert,  über Chełmno (deutsch: Kulm) nach Stolno (deutsch: Stollno) an der ehemaligen Reichsstraße 129 (heute Droga krajowa 55).
Ihre Gesamtlänge betrug rund 14 Kilometer.